# Збірна Албанії з футболу
Збірна Албанії з футболу — національна команда, якою керує Федерація футболу Албанії.
Станом на 28 листопада 2024 посідає 65-e місце у рейтингу футбольних збірних світу.

## Чемпіонати світу
- 1930–1962 – не брала участі
- 1966 – не пройшла кваліфікацію
- 1970 – ФІФА не дала Албанії повноцінного членства
- 1974 – не пройшла кваліфікацію
- 1978 – не брала участі
- 1982–2022 не пройшла кваліфікацію

## Чемпіонати Європи
- 1960 – не брала участі
- 1964 — 1972 – не пройшла кваліфікацію
- 1976 – не брала участі
- 1980 — 2012 – не пройшла кваліфікацію
- 2016 – груповий етап
- 2020 – не пройшла кваліфікацію
- 2024 – груповий етап

## Ігри з Україною
| Дата              | Місце гри         | Статус            | Господар | Рахунок | Гість   |
| ----------------- | ----------------- | ----------------- | -------- | ------- | ------- |
| 29 березня 1997   | Гранада (Іспанія) | відбір до ЧС 1998 | Албанія  | 0:1     | Україна |
| 20 серпня 1997    | Київ              | відбір до ЧС 1998 | Україна  | 1:0     | Албанія |
| 9 лютого 2005     | Тирана            | відбір до ЧС 2006 | Албанія  | 0:2     | Україна |
| 8 жовтня 2005     | Дніпропетровськ   | відбір до ЧС 2006 | Україна  | 2:2     | Албанія |
| 3 червня 2016     | Бергамо           | товариський       | Україна  | 3:1     | Албанія |
| 3 червня 2018     | Евіан             | товариський       | Албанія  | 1:4     | Україна |
| 7 вересня 2024    | Прага             | ЛН 2024-2025      | Україна  | 1:2     | Албанія |
| 19 листопада 2024 | Тирана            | ЛН 2024-2025      | Албанія  | 1:2     | Україна |

## Гравці збірної

### Поточний склад
Наступні 26 гравців були оголошені у списку збірної для участі у Євро-2024.
Вік гравців наведено на день початку змагання (14 червня 2024 року), дані про кількість матчів і голів — на 17 травня 2024 року.
| №  | Поз. | Гравець          | Дата народження (вік)            | Ігри | Голи | Клуб               |
| -- | ---- | ---------------- | -------------------------------- | ---- | ---- | ------------------ |
| 1  | ВР   | Етріт Беріша     | 10 березня 1989 (вік 35 років)   | 80   | 0    | Емполі             |
| 23 | ВР   | Томас Стракоша   | 19 березня 1995 (вік 29 років)   | 27   | 0    | Брентфорд          |
| 12 | ВР   | Ельхан Кастраті  | 2 лютого 1997 (вік 27 років)     | 2    | 0    | Читтаделла         |
|    |      |                  |                                  |      |      |                    |
| 6  | ЗХ   | Берат Ґімшиті    | 19 лютого 1993 (вік 31 рік)      | 57   | 1    | Аталанта           |
| 4  | ЗХ   | Ельсеїд Хюсай    | 2 лютого 1994 (вік 30 років)     | 83   | 2    | Лаціо              |
| 2  | ЗХ   | Іван Балліу      | 1 січня 1992 (вік 32 роки)       | 12   | 0    | Райо Вальєкано     |
| 18 | ЗХ   | Ардіан Ісмайлі   | 30 вересня 1996 (вік 27 років)   | 36   | 2    | Емполі             |
| 5  | ЗХ   | Арлінд Аєті      | 25 вересня 1993 (вік 30 років)   | 24   | 1    | ЧФР (Клуж-Напока)  |
| 25 | ЗХ   | Насер Алії       | 27 грудня 1993 (вік 30 років)    | 13   | 0    | Волунтарі          |
| 3  | ЗХ   | Маріо Мітай      | 6 серпня 2003 (вік 20 років)     | 12   | 0    | Локомотив (Москва) |
| 13 | ЗХ   | Енеа Міхай       | 5 липня 1998 (вік 25 років)      | 17   | 0    | Фамалікан          |
| 24 | ЗХ   | Мараш Кумбулла   | 8 лютого 2000 (вік 24 роки)      | 18   | 0    | Сассуоло           |
|    |      |                  |                                  |      |      |                    |
| 22 | ПЗ   | Амір Абраші      | 27 березня 1990 (вік 34 роки)    | 50   | 1    | Грассгоппер        |
| 21 | ПЗ   | Крістіан Асллані | 9 березня 2002 (вік 22 роки)     | 18   | 2    | Інтернаціонале     |
| 10 | ПЗ   | Недім Байрамі    | 28 лютого 1999 (вік 25 років)    | 21   | 3    | Сассуоло           |
| 16 | ПЗ   | Медон Беріша     | 21 жовтня 2003 (вік 20 років)    | 0    | 0    | Лечче              |
| 8  | ПЗ   | Клаус Гясула     | 14 грудня 1989 (вік 34 роки)     | 27   | 0    | Дармштадт 98       |
| 14 | ПЗ   | Казім Лачі       | 19 січня 1996 (вік 28 років)     | 25   | 2    | Спарта (Прага)     |
| 17 | ПЗ   | Ернест Мучі      | 19 березня 2001 (вік 23 роки)    | 9    | 2    | Бешикташ           |
| 20 | ПЗ   | Юльбер Рамадані  | 12 квітня 1996 (вік 28 років)    | 34   | 1    | Лечче              |
|    |      |                  |                                  |      |      |                    |
| 9  | НП   | Ясір Асані       | 19 травня 1995 (вік 29 років)    | 11   | 3    | Кванджу            |
| 11 | НП   | Армандо Броя     | 10 вересня 2001 (вік 22 роки)    | 19   | 4    | Фулгем             |
| 19 | НП   | Мірлінд Даку     | 1 січня 1998 (вік 26 років)      | 5    | 1    | Рубін (Казань)     |
| 26 | НП   | Арбер Ходжа      | 6 жовтня 1998 (вік 25 років)     | 2    | 0    | Динамо (Загреб)    |
| 7  | НП   | Рей Манай        | 24 лютого 1997 (вік 27 років)    | 32   | 7    | Сівасспор          |
| 15 | НП   | Таулант Сефері   | 15 листопада 1996 (вік 27 років) | 18   | 3    | Баніяс             |

### Нещодавно викликалися
Наступні гравці продовжують кар'єру у збірній і також викликалися до її лав протягом 2019 року.
| Поз. | Гравець       | Дата народження (вік)    | Ігри | Голи | Клуб      | Останній виклик              |
| ---- | ------------- | ------------------------ | ---- | ---- | --------- | ---------------------------- |
| ЗХ   | Мергім Маврай | 9 червня 1986 (38 років) | 49   | 3    | «Гройтер» | v. Ісландія, 10 вересня 2019 |
|      |               |                          |      |      |           |                              |
| ПЗ   | Ергюс Каче    | 8 липня 1993 (31 рік)    | 25   | 2    | Лариса    | v. Молдова, 11 червня 2019   |